# Legendary (videojuego)
Legendary ("Legendario" en castellano), previamente titulado Legendary: The Box, es un videojuego de acción en primera persona o shooter desarrollado por Spark Unlimited con la colaboración de SouthPeak Games y la ayuda de Atari para la distribución en el sistema PAL. Salió en diciembre de 2008 para tres plataformas, Xbox360, PlayStation 3 y para el sistema operativo Windows. El juego gráficamente tiene una versión mejorada del mismo motor que se usó para Call of Duty: Finest Hour (RenderWare) desarrollándose a la par con el juego Turning Point: Fall of Liberty. Los desarrolladores pusieron mucho interés en que el juego sea igual para las tres plataformas para las que se va a distribuir, aunque después tuvo muy mala reputación debido a los continuos fallos que experimentaban los usuarios.

## Temática
Todas las criaturas de las antiguas leyendas y los mitos son reales... solo que han estado encerradas miles de años dentro de la Caja de Pandora, esperando su momento. Cuando contratan a un ladrón llamado Deckard para que robe un antiguo artefacto, desata sin querer una guerra entre el hombre y el mito. Los grifos dominan el cielo, los hombres lobo desmiembran a los inocentes y las ciudades se ven asediadas cuando criaturas que habíamos despreciado como meras invenciones de nuestros ancestros demuestran ser muy reales y estar muy enfadadas por haber estado cautivas durante incontables milenios. Deckard descubre que es el único que puede devolverlas a la caja y que debe colaborar con una siniestra sociedad secreta para evitar que la civilización quede aniquilada por garras y dientes.

## Desarrollo
El juego se desarrolla en la época actual y cuenta con escenarios reales como New York o Londres.
Teniendo en cuenta que en verdad no se conocen las habilidades de estos monstruos, será interesante probar todo tipo de armas a tu alcance, desde escopetas recortadas a cócteles molotov, y varias armas pesadas.
Tú juegas con Charles Deckard, el ladrón que abrió la caja de Pandora, ayudado a lo largo del juego por diferentes personajes que no podrás controlar. La marca que tienes en la mano izquierda te permite usurpar la esencia de los monstruos muertos y convertirla en una reserva de energía con la cual podrás curarte y acceder a poderes sobrehumanos. Marcado con el estigma de haber abierto la caja de Pandora, tendrás que luchar contra licántropos, minotauros y demás bestias mitológicas.
El juego, desarrollado por Sparks Unlimited, cuenta con la colaboración de Gamecock Media Group y con la distribuidora Atari para la versión PAL.

## Modo de juego
En su modo de juego individual, Legendary tendrá una duración 8 a 10 horas de juego. Los desarrolladores pretenden incluir un modo multijugador con ciertas opciones poco frecuentes, para mantener siempre entretenidos a los jugadores. Otra característica implementada, será la descarga de nuevos episodios o contenidos.